# Jerry Jameson
Jerry Jameson (* 26. November 1934 in Los Angeles) ist ein US-amerikanischer Regisseur und  Filmeditor. 

## Leben
Von Mitte der 1960er Jahre bis 1970 war er als Chef-Editor für mehrere US-Serien tätig, darunter bei Tennisschläger und Kanonen (I Spy) und Die Spur des Jim Sonnett (The Guns of Will Sonnett). Seit 1969 war er als Regisseur für Film und Fernsehen tätig, darunter drehte er Hebt die Titanic (Rise the Titanic) und Starflight One – Irrflug ins Weltall (Starflight: The Plane That Couldn't Land). Zuletzt inszenierte er den 2015 veröffentlichten Film Captive, sen Schaffen als Regisseur umfasst mehr als 70 Produktionen.

## Filmografie (Auswahl)
als Editor:
- 1965–1968: Tennisschläger und Kanonen (I Spy, Fernsehserie, 82 Folgen)
- 1965–1970: Süß, aber ein bißchen verrückt (That Girl, Fernsehserie, 113 Folgen)
- 1966–1969: Gomer Pyle, U.S.M.C. (Fernsehserie, 90 Folgen)
- 1967–1968: Good Morning, World (Fernsehserie, 26 Folgen)
- 1967–1968: Andy Griffith Show (The Andy Griffith Show, Fernsehserie, 30 Folgen)
- 1967–1969: Die Spur des Jim Sonnett (The Guns of Will Sonnett, Fernsehserie, 50 Folgen)
- 1968–1970: Twen-Police (The Mod Squad, Fernsehserie, 51 Folgen)
- 1968–1970: Mayberry R.F.D. (Fernsehserie, 40 Folgen)

als Regisseur:

### Kino
- 1971: Des Teufels tolle Hunde (The Brite Corps)
- 1972: Gott sei den Bulle gnädig (The Dirt Gang)
- 1974: Bat People – Die Blutsauger (The Bat People)
- 1977: Verschollen im Bermuda-Dreieck (Airport´77)
- 1980: Hebt die Titanic (Rise the Titanic)

### Fernsehen
- 1972: Twen-Police (The Mod Squad, Fernsehserie, 10 Folgen)
- 1974: Hochhaus in Flammen (Terror on the 40th Floor)
- 1974: Fahrstuhl des Schreckens (The Elevator)
- 1975: Turm des Schreckens (The Deadly Tower)
- 1978: Feuer aus dem All (A Fire in the Sky)
- 1983: Starflight One – Irrflug ins Weltall (Starflight: The Plane That Couldn't Land)
- 1986–1987: Dallas (Fernsehserie, 5 Folgen)
- 1990–1995: Mord ist ihr Hobby (Murder, She Wrote, Fernsehserie, 19 Folgen)
- 1992: Rauchende Colts: Faustrecht des Westens (Gunsmoke: To the Last Man)
- 1993: Rauchende Colts: Der lange Ritt (Gunsmoke: The Long Ride)
- 1994: Rauchende Colts: Er ist das Gesetz (Gunsmoke: One Man’s Justice)
- 1994–2000: Walker, Texas Ranger (Fernsehserie, 18 Folgen)
- 1996: Taken Away – Eisiges Gefängnis (Gone in a Heartbeat)
- 1998: Universal Fighter (Land of the Free)
- 2004: Der letzte Flug zurück (Last Flight Out)
- 2015: Captive